# Ikuma Dan
Ikuma Dan (團 伊玖磨, Dan Ikuma, 7 avril 1924 à Tokyo – 17 mai 2001 à Suzhou, province du Jiangsu), est un compositeur japonais, spécialisé dans les opéras.

## Biographie
Ikuma Dan est né à Tokyo, son grand-père est le baron Dan Takuma qui fut président du groupe Mitsui avant d'être assassiné en 1932 lors de l'incident de la Ligue du sang. Il est diplômé de l'Université des Arts de Tokyo en 1946. Un de ses professeurs était le compositeur d'opéra Kosaku Yamada.
Durant sa carrière, il a écrit sept opéras ainsi que des musiques de film et beaucoup de chansons. Il a écrit la musique de célébration pour la famille impériale japonaise et il a favorisé les échanges culturels avec la Chine de 1979 jusqu'à sa mort à Suzhou en 2001. Il avait été choisi pour écrire un nouvel opéra, Takeru, pour l'ouverture du nouveau théâtre national de Tokyo en 1997.
Il est surtout connu pour son opéra Yūzuru de 1952 qui est rejoué régulièrement. Une grande partie de son travail a été enregistré.
Dan a reçu les honneurs de la Fondation du Japon en 1998.

## Œuvres

### Opéra
- Yūzuru, opéra en 1 acte, texte de Junji Kinoshita, (Osaka, 1952)
- Kikimimizukin, opéra en 3 actes, texte de Junji Kinoshita (Osaka, 1955)
- Yōkihi (Yang Guifei), opéra en 3 actes, texte de Jirō Osaragi (Tokyo, 1958)
- Futari Shizuka (1961)
- Hikarigoke, opéra en 2 actes, texte de T. Takeda (Osaka, 1972)
- Chanchiki, opéra en 2 actes, texte de Y. Mizuki (Tokyo, 1975)
- Master Flute Player, ballet (1989)
- Susanô, opéra (1994)
- Takeru, opéra (Tokyo, 1997)

### Orchestre
- Symphonie nº 1 en fa (1948-49/56-57)
- The Silk Road (1955)
- Symphonie nº 2 en si bémol (1955-56/88)
- Grande Marche "Célébration" pour instruments à vent (1959)
- Symphonie nº 3 (1960)
- Symphonie nº 4 (1965)
- Symphonie nº 5 (1965)
- Symphonie nº 6 "HIROSHIMA" pour soprano, nohkan, shinobue et orchestre (1985)
- Fantasia all'antica pour deux violons et instruments à cordes (1988)
- Grande Marche "Le Mariage Royal" pour instruments à vent (1992)
- Symphonie nº 7 - inachevée

### Instrumental
- Fantasia nº 1 pour violon et piano (1973)
- 3 Novelettes pour piano (1983)
- Fantasia nº 2 pour violon et piano (1983)
- Fantasia nº 3 pour violon et piano (1984)
- Sonate pour flûte et Piano (1986)
- Sonate pour deux bassons (1988)

### Vocal
- Six Chansons pour enfants pour piano (1945)

### Musiques de film
- 1952 : Sengoku burai (戦国無頼?) de Hiroshi Inagaki
- 1952 : Zone de vide (真空地帯, Shinkū chitai?) de Satsuo Yamamoto
- 1953 : Le Trône du maître de nô (獅子の座, Shishi no za?) de Daisuke Itō
- 1953 : L'Oie sauvage (雁, Gan?) de Shirō Toyoda
- 1954 : La Légende de Musashi (武蔵 宮本, Miyamoto Musashi?) de Hiroshi Inagaki
- 1955 : Duel à Ichijoji (続宮本武蔵 一乗寺の決闘, Zoku Miyamoto Musashi: Ichijōji no kettō?) de Hiroshi Inagaki
- 1955 : Journal d'un policier (警察日記, Keisatsu nikki?) de Seiji Hisamatsu
- 1956 : La Voie de la lumière (宮本武蔵完結編 決闘巌流島, Miyamoto Musashi kanketsuhen: Kettō Ganryūjima?) de Hiroshi Inagaki
- 1956 : L'Étrange amour de la femme blanche (白夫人の妖恋, Byaku fujin no yoren?) de Shirō Toyoda
- 1957 : Pays de neige (雪国, Yukiguni?) de Shirō Toyoda
- 1958 : L'Homme au pousse-pousse (無法松の一生, Muhōmatsu no isshō?) de Hiroshi Inagaki
- 1960 : Histoire singulière à l'est du fleuve (濹東綺譚, Bokutō kitan?) de Shirō Toyoda
- 1961 : La Dernière Guerre de l'Apocalypse (世界大戦争, Sekai daisenso?) de Shūe Matsubayashi

### Musique pour la radio
- Le Second Radio taiso (1952)

## Hommages
L'astéroïde (17509) Ikumadan, découvert en 1992, est nommé en son honneur.